# Polystyliphora
Polystyliphoridae
Famille
Genre
Polystyliphora est un genre de vers plats marins, le seul de la famille des Polystyliphoridae. Cette famille appartient à l'infra-ordre des Unguiphora (ordre des Proseriata).

## Systématique
Les noms valides complets (avec auteur) de ces taxons sont :
- pour la famille : Polystyliphoridae Ax, 1958[1]
- pour l'unique genre : Polystyliphora Ax, 1958[1]

### Liste des espèces
Selon la base de données World Register of Marine Species (18 décembre 2023), le genre Polystyliphora contient les espèces suivantes :
- Polystyliphora australiensis Faubel & Rohde, 1998
- Polystyliphora axi
- Polystyliphora cannoni Curini-Galletti, 1998
- Polystyliphora darwini Ax & Ax, 1974
- Polystyliphora eilatensis Curini-Galletti & Martens, 1991
- Polystyliphora filum Ax, 1958
- Polystyliphora karlingi Curini-Galletti & Martens, 1991
- Polystyliphora marisrubri Curini-Galletti & Martens, 1991
- Polystyliphora novaehollandiae Curini-Galletti, 1998
- Polystyliphora persimilis Curini-Galletti, 1998
- Polystyliphora portistephensii Curini-Galletti, 1998
- Polystyliphora queenslandica Curini-galletti, 1998

### Publication originale
(de) Peter Ax, « Vervielfachung des maennlichen Kopulationsapparates bei Turbellarien », Verhandlungen der Deutschen Zoologischen Gesellschaft, Graz, 1957, pp. 227-249